# テキサスシティ大災害
座標: 北緯29度22分39秒 西経94度53分29秒 / 北緯29.37750度 西経94.89139度
テキサスシティ大災害（テキサスシティだいさいがい、Texas City Disaster）とは、1947年4月16日にアメリカ合衆国のテキサス州テキサスシティで発生した貨物船爆発事故の通称である。
この事故では貨物船の火災により、積荷である2200〜2300トンの硝酸アンモニウムに引火、爆発を起こし、581人の死者と5000人以上の負傷者が出た。

## 経緯
1947年4月16日の午前8時頃、フランス船籍の蒸気船及び貨物船のグランドキャンプ号の船内で火災が発生。当初はボヤ程度だったが、積荷の硝酸アンモニウムが放水によって傷むのを恐れた船の関係者が消火活動を拒否したため、火勢が強まった。このため港湾労働者の監督が独断で消防署に通報し、近くの石油関連施設の専属の消防隊も加わって消火活動が始まった。
午前8時半から9時にかけて、硝酸アンモニウムの燃焼による黄金色（あるいは黄色かオレンジ色）の「美しい煙」が立ち上り、大勢の野次馬が現場近くへ集まった。
午前9時12分頃、大爆発が起き、爆風と飛び散った鉄板等により多くの野次馬が死亡、爆風と炎は市街地まで波及し、二次災害的に貨物船ハイ・フライヤー号も爆発炎上、最終的に581人が死亡、5000人以上が負傷する大惨事となり、翌日の4月17日に鎮火した。
この大爆発で、60キロメートル以上離れたヒューストンで窓が割れた。また、400キロメートル以上も離れたルイジアナ州では振動が感じられたほどである。

## 原因とその後
グランドキャンプ号（蒸気船）の火災の原因は分かっていない。消防署への通報が遅れたこと（関係者の拒否、電話が繋がりにくかった）、当日は見晴らしの良い好天であり「美しい煙」が大勢の人々の目に付いたことが災害を深刻なものにした。
行きずりの犠牲者が多く、実際の死者数は1000人を超えるとも言われ、負傷者数はいささか少なく見積もっても3500人とも言われている。消防関係者のうち28名が殉職した。
災害に伴う経済的損失は、当時のアメリカの貨幣価値で1億ドルに及んだ。テキサス州にとって石油産業は重要であり、石油関連施設は真っ先に復旧されたという。